# ماركو سيمونوفسكي
ماركو سيمونوفسكي (بالمقدونية: Марко Симоновски)‏ هو لاعب كرة قدم ومدرب كرة قدم شمال مقدوني في مركز الهجوم، ولد في 2 يناير 1992 في إسكوبية في مقدونيا الشمالية. شارك مع منتخب جمهورية مقدونيا تحت 19 سنة لكرة القدم ومنتخب مقدونيا الشمالية تحت 21 سنة لكرة القدم ومنتخب مقدونيا الشمالية لكرة القدم. أما مع النوادي، فقد لعب مع أمكار بيرم ونادي رادنيتشكي سبليت ونادي شاختار قراغندي ونادي فولنتاري ونادي لاهتي ونادي ميتالورغ سكوبيه.

## وصلات خارجية
- ماركو سيمونوفسكي على موقع قاعدة بيانات كرة القدم.إي يو (الإنجليزية)
- ماركو سيمونوفسكي على موقع ناشيونال فوتبول تيمز (الإنجليزية)
- ماركو سيمونوفسكي على موقع Soccerway.com (الإنجليزية)